# Rude Boy (film)
Rude Boy – brytyjski dramat z 1980 roku.

## Główne role
- Ray Gange - niegrzeczny chłopak
- John Green - menedżer trasy
- Barry Baker - pracownik techniczny
- Mick Jones - główny gitarzysta
- Joe Strummer - gitarzysta

## Fabuła
Filmowy esej o brytyjskiej młodzieży końca lat siedemdziesiątych. Portret sfrustrowanego, rozczarowanego otaczającym go światem chłopca, który - poszukując pozytywnych wartości - zwraca się ku muzyce The Clash. Film utrzymany w konwencji dokumentalnej, stanowi interesujące studium postawy brytyjskiej młodzieży epoki punk-rockowego buntu, okraszone bardzo dobrze zrealizowanymi sekwencjami koncertowymi.